# Березнер, Евгений Яковлевич
Евгений Яковлевич Березнер (род. 4 мая 1951, Москва) — российский искусствовед, редактор и критик, куратор выставочных проектов в области фотографии в России и за рубежом.
Руководитель кураторской группы, в которую входили Ирина Чмырёва (работала в группе 1999 - 2017 гг.) и Наталья Тарасова.
1981—1990 — художественный редактор редакции подготовки фотовыставок в стране и за границей издательства «Планета»

1990—1997 — свободный куратор

1997—2003 — заместитель генерального директора Государственного музейно-выставочного центра РОСИЗО Министерства культуры Российской Федерации по фотографическим проектам и коллекциям

2003—2007 — заместитель директора Московского музея современного искусства по фотографическим и мультимедийным проектам

С 2008 — заместитель генерального директора Государственного музейно-выставочного центра РОСИЗО Министерства культуры Российской Федерации

C 2011 — руководитель проекта «В поддержку фотографии в России» Фонда развития и поддержки искусства «Айрис»

В 2011-2015, 2017 годах — руководитель Международного фестиваля фотографии PhotoVisa в Краснодарском крае (проводится под эгидой Государственного музейно-выставочного центра РОСИЗО Министерства культуры Российской Федерации и Фонда развития и поддержки искусства «Айрис»)

## Кураторские проекты
Куратор более 250 выставок современной и классической российской и зарубежной фотографии, прошедших в России и за рубежом.

### Избранные проекты
- 1984 — «Молодые фотожурналисты Москвы»; Россия, Москва, Дом дружбы с народами зарубежных стран
- 1984 — «Фотообъектив и жизнь», всесоюзная выставка художественной и документальной фотографии (совместно с Геннадием Копосовым, Георгием Колосовым и др.); Россия, Москва, Центральный выставочный зал «Манеж»
- 1988 — «Владимир Высоцкий. К 50-летию со дня рождения»; Россия, Москва, Фотоцентр Союза журналистов СССР
- 1989 — «150 лет фотографии» (совместно с Валентиной Бархатовой, Михаилом Голосовским, Георгием Колосовым, Геннадием Копосовым, Татьяной Сабуровой, Ириной Семаковой, Альбертом Юськиным); Россия, Москва, Центральный выставочный зал «Манеж»
- 1994 — «Искусство современной фотографии. Россия. Украина. Беларусь»[8]; Россия, Москва, Центральный дом художника
- 1994—1995 — «Neue FotoKunst aus Russland» («Новое фотоискусство России»; совместно с профессором Манфредом Шммалрайде/Manfred Schmmalriede); Германия: Карлсруэ — Франкфурт-на-Майне — Ганновер — Дюссельдорф — Берлин
- 1996 — «Лев Толстой и кинематограф» (совместно с Александром Пожарским); Россия, Ясная Поляна, Государственный мемориальный и природный заповедник «Музей-усадьба Л. Н. Толстого „Ясная Поляна“»
- 1996—2014 — 30 выставок современной и классической российской фотографии на международном фестивале «Месяц фотографии» в Братиславе, Словакия[9] (в том числе совместно с Ириной Чмырёвой, Натальей Тарасовой); включая выставки Александра Гринберга, Сергея Лобовикова, Александра Родченко, Леонида Шокина и др.
- 1997 — «Миражи империй. Берлинская мистерия», персональная выставка Валеры и Наташи Черкашиных; Россия, Москва, Гёте-Институт в Москве
- 1997—1998 — выставка победителей международного фотоконкурса «Стоп-кадр-97» (совместно с Алексеем Годуновым, Натальей Тарасовой); конкурс проводился газетой «Известия» и компанией Canon; Россия: 1997 — Москва, Государственный Кремлёвский Дворец; 1998 — Ярославль, Ярославский художественный музей; 1998 — Иваново, Ивановский областной художественный музей; 1998 — Самара, Самарский областной художественный музей
- 1998 — «Aufbruch: Die Neue Russische Fotografie» («Прорыв: новая российская фотография»; совместно с Тиной Шелхорн/Tina Schelhorn); Германия, Леверкузен
- 1998 — «Днепропетровская школа фотографии» (совместно с Владимиром Левашовым); Россия, Москва, Центр современного искусства Сороса
- 1998—1999 — серия из 6 выставок немецкой фотографии (совместно с Натальей Тарасовой), организованных совместно с Гёте-Институтом в Москве; Россия, Москва, Выставочный зал Государственного музейно-выставочного центра РОСИЗО; в том числе 1998 — «Художественная фотография Германии рубежа XIX—XX веков», из коллекции Гамбургского художественно-ремесленного музея, Берлинской художественной библиотеки и частных собраний; 1999 — «Портрет в художественной фотографии Германии на рубеже веков»
- 1999—2001 — «Propaganda and Dreams: Photographing the 1930s in the USSR and the US»[10] («Пропаганда и мечты: фотография 1930-х в СССР и США»; совместно с Лией Бендэвид-Вэл/Leah Bendavid-Val); США — Россия; 1999 — США, Вашингтон, Галерея искусств Corcoran; 1999—2000 — США, Нью-Йорк, Международный центр фотографии (ICP); 2000 — Россия, Самара, Самарский областной художественный музей; 2000 — Россия, Москва, Государственный музей изобразительных искусств имени А. С. Пушкина; 2000 — Россия, Санкт-Петербург, Государственный Русский музей; 2001 — Россия, Великий Новгород, Новгородский государственный объединённый музей-заповедник
- 2000 — «Аркадий Шайхет. Фотографии. 1924—1951. К 100-летию со дня рождения»[11] (совместно с Ириной Чмырёвой, Натальей Тарасовой); Россия, Москва, Государственный музей изобразительных искусств имени А. С. Пушкина
- 2002—2003 — «Русская пикториальная фотография. 1890—1990»[12] (совместно с Ириной Чмырёвой, Венди Вотрисс/Wendy Watriss); США — Словакия — Россия; 2002 — США, Хьюстон, William’s Tower; 2002 — Словакия, Братислава, Словацкая национальная галерея; 2003 — Россия, Самара, Самарский областной художественный музей
- 2003—2004 — «Международный фестиваль фотографии FotoFest (Хьюстон, США) в музеях России»[13], цикл из 4 выставок (совместно с Ириной Чмырёвой, Натальей Тарасовой, Венди Вотрисс/Wendy Watriss, Фредериком Болдвиным/Frederick Baldwin); Россия: Москва, Московский музей современного искусства — Самара, Самарский областной художественный музей — Тольятти, «Тольятти Теннис Центр»
- 2003—2015 — «Внутреннее пространство войны. Блокада Ленинграда в фотографиях» (совместно с Ириной Чмырёвой, Натальей Тарасовой), из фондов Центрального государственного архива кинофотофонодокументов Санкт-Петербурга; Словакия — Россия — Франция — США — Аргентина; 2003 — Словакия, Братислава, Словацкий национальный музей; 2004 — Россия, Москва, Московский музей современного искусства; 2005 — Франция, Париж, Дом наук о человеке; 2006 — Россия, Самара, Самарский областной художественный музей; 2010 — США, Хьюстон, Allen Center[14]; 2012 — Аргентина, Буэнос-Айрес, Центр современной культуры Recoleta; 2013 — Россия, Краснодар, Краснодарский государственный историко-археологический музей-заповедник им. Е. Д. Фелицына; 2014 — Россия, Москва, Государственный музейно-выставочный центр РОСИЗО; 2015 — Россия, Сочи, Сочинский художественный музей
- 2005—2014 — «Идет война народная. Партизанское движение на территории России, Украины и Белоруссии в годы Великой Отечественной войны» (совместно с Ириной Чмырёвой, Натальей Тарасовой, Еленой Колосковой), из фондов Российского государственного архива кинофотодокументов; Россия — Словакия — Аргентина; 2005 — Россия, Москва, Московский музей современного искусства; 2013 — Словакия, Братислава, Дом искусств; 2014 — Аргентина, Буэнос-Айрес, Выставочный зал Casa de la Cultura Министерства культуры г. Буэнос-Айреса[15]
- 2006 — «Артефакты Франсиско Инфанте и Нонны Горюновой» (совместно с Ириной Чмырёвой, Натальей Тарасовой); Россия, Москва, Московский музей современного искусства
- 2006 — «Европейский неоконструктивизм. 1930—2000»[16], к официальному визиту Президента Словацкой Республики в Российскую Федерацию; Россия, Москва, Московский музей современного искусства
- 2006—2013 — «Фотографическая история. 1840—1950. Из фондов Российского государственного архива литературы и искусства» (совместно с Ириной Чмырёвой, Натальей Тарасовой); Россия — Словакия — Нидерланды; 2006 — Россия, Москва, Московский музей современного искусства; 2010 — Словакия, Братислава, галерея Zoya; 2013 — Нидерланды, Гронинген, галерея Noorderlicht Photography, в рамках «Года России в Нидерландах»[17]
- 2007 — «Петр Оцуп. Пространство Революции: Россия. 1917—1941»[18] (совместно с Ириной Чмырёвой, Натальей Тарасовой, Еленой Колосковой), к 90-летию Октябрьской социалистической революции; из фондов Российского государственного архива кинофотодокументов; Россия, Москва, Московский музей современного искусства
- 2008 — «Contemporary Russian Art»[19] («Современное российское искусство»; совместно с Ириной Чмырёвой, Натальей Тарасовой), из коллекций Музея актуального искусства ART4.RU и галереи pARTner project; Словакия — Венгрия; Словакия, Братислава, Danubiana Meulensteen художественный музей — Венгрия, Дебрецен, Центр современного искусства MODEM
- 2008 — «Забытые фотографии Русско-турецкой войны / Забравени фотографии от Руско-турската война»[20](совместно с Иво Хаджимишевым, Ириной Чмырёвой), из фондов Российского государственного архива кинофотодокументов; Болгария: София, Национальная художественная галерея — Варна, Археологический музей г. Варны
- 2009 — цикл из 8 выставок словацкой фотографии и современного словацкого искусства в Словацком институте в Москве (совместно с Ириной Чмырёвой, Натальей Тарасовой, Петером Бирчаком/Peter Birčák, Вацлавом Мацеком/Václav Macek)
- 2009 — «Словацкое национальное восстание в фотографиях из российских архивов. К 65-летию Словацкого национального восстания» (совместно c Ириной Чмырёвой, Натальей Тарасовой); Словакия, Банска-Быстрица, Музей Словацкого национального восстания
- 2010 — «Русская икона. XV—XX века» (совместно с Ириной Чмырёвой, Натальей Тарасовой), к официальному визиту Президента Российской Федерации в Словацкую Республику; Словакия, Братислава, Словацкая национальная галерея
- 2011 — «Монтируя реальность. „Два пути жизни“ Оскара Густава Рейландера»[21] (совместно с Ириной Чмырёвой, Натальей Тарасовой), из коллекции Национального медиамузея в Брэдфорде, Великобритания; Россия, Москва, Центр современной культуры «Гараж»
- 2011 — «Спецназ», выставка фотографических портретов Дмитрия Белякова (совместно с Ириной Чмырёвой, Натальей Тарасовой); Россия, Москва, Государственный центральный музей современной истории России
- 2012 — «Contemporary Russian Photography»[22](«Современная российская фотография»; 186 авторов, 1095 произведений; совместно с Ириной Чмырёвой, Натальей Тарасовой, Венди Вотрисс/Wendy Watriss, Фредериком Болдвиным/Frederick Baldwin), основная выставочная программа XIV Международной биеннале FotoFest; США, Хьюстон
- 2014 — «Испытание. 70 лет спустя», выставка фотографий Дмитрия Белякова (совместно с Ириной Чмырёвой, Натальей Тарасовой); Россия, Республика Ингушетия, Назрань, Мемориальный комплекс жертвам репрессий

### Международное портфолио-ревю в Москве для российских, украинских и белорусских фотографов
В 2011 г. Евгений Березнер выступил руководителем с российской стороны кураторской группы (Ирина Чмырёва, Наталья Тарасова, Венди Вотрисс/Wendy Watriss, Фредерик Болдвин/Frederick Baldwin), которая организовала и провела Международное портфолио-ревю в Москве для российских, украинских и белорусских фотографов. Событие прошло в Центре современной культуры «Гараж». Из 2396 авторов, подавших заявки на участие в портфолио-ревю, было отобрано 185 фотографов из 30 городов трёх стран. Ревюерами на портфолио-ревю выступили 55 экспертов (15 российских и 40 зарубежных) из 18 стран мира, из таких институций, как Национальный центр искусства и культуры имени Жоржа Помпиду, Париж, Франция; Лос-Анджелес Каунти музей искусств (LACMA), Лос-Анджелес, США; Музей изобразительных искусств (MFAH), Хьюстон, США; Городской музей Stedelijk, Амстердам, Нидерланды; Международный центр фотографии (ICP), Нью-Йорк, США; Международный фестиваль фотографии FotoFest, Хьюстон, США; Национальный медиамузей, Брэдфорд, Великобритания; Центр искусств Künstlerhaus Bethanien, Берлин, Германия; Австралийский центр фотографии (ACP), Сидней, Австралия, и др.

### Международный фестиваль фотографии PhotoVisa
С 2011 г. по 2015 г. и в 2017 г. Евгений Березнер являлся руководителем Международного фестиваля фотографии PhotoVisa в Краснодарском крае. (Фестиваль проводится с 2008 г. и проходит в Краснодаре, Новороссийске, Анапе и Сочи. В программу входят выставки, лекции, мультимедийные и видеопоказы, международное портфолио-ревю, международный конкурс фотографии.)

В 2011 г. в рамках фестиваля PhotoVisa было показано 27 выставок авторов из России и 9 стран мира.

В 2012 г. — 28 выставок авторов из России и 16 стран мира.

В 2013 г. — 24 выставки авторов из России и 20 стран мира.

В 2014 г. — 38 выставок авторов из России и 38 стран мира.

В 2015 г. — 35 выставок авторов из России и 14 стран мира.

## Полиграфические издания

### Альбомные и книжные
Избранные издания:
- Искусство современной фотографии. Россия. Украина. Беларусь. Выставка в Центральном доме художника. — Москва. — 1994
- Aufbruch: Die Neue Russische Fotografie / Прорыв: новая российская фотография. — Германия, Леверкузен: Locher. — 1998
- Аркадий Шайхет. Фотографии. 1924—1951. К 100-летию со дня рождения. Выставка в Государственном музее изобразительных искусств имени А. С. Пушкина. — Москва: «Арт-Родник». — 2000
- Галина Лукьянова. На земле. Выставка в Государственном музейно-выставочном центре РОСИЗО Министерства культуры Российской Федерации. — Москва: «Художник и книга». — 2001
- Игорь Култышкин. Бестиарий. Лоно. Танцплощадка. Шапито. Выставка в Московском музее современного искусства. — Москва: «Художник и книга». — 2006
- Борис Смелов. Фотография. / Boris Smelov. Photography. — Москва: pARTner project Gallery. — 2007
- Петр Оцуп. Пространство Революции: Россия. 1917—1941. Выставка в Московском музее современного искусства. — Москва: «Голден-Би». — 2007. Издание отмечено первой премией в номинации «Фотоальбомы» конкурса научных работ в области архивоведения, документоведения и археографии за 2007—2008 гг., проводимого Федеральным архивным агентством[25]
- Вацлав Мацек. Очерк истории словацкой фотографии. — Словакия, Братислава: Центральноевропейский дом фотографии. — 2009
- History of European Photography. Volume 1. 1900—1939. — Slovakia, Bratislava: Central European House of Photography. — 2010 (научный редактор российского раздела энциклопедии)
- Русская икона. XV—XX века. Выставка в Словацкой национальной галерее. — Москва: Издательство Московской Патриархии, «Арт-Волхонка». — 2010
- Монтируя реальность. «Два пути жизни» Оскара Густава Рейландера. Выставка в Центре современной культуры «Гараж». — Москва: Фонд развития и поддержки искусства «Айрис», Центр современной культуры «Гараж». — 2011
- Contemporary Russian Photography. FotoFest 2012. Volume I. — Houston-Amsterdam: Schilt Publishing. — 2012
- Фотографическая история. 1840—1950. Из фондов Российского государственного архива литературы и искусства. — Москва: «Арт-Волхонка». — 2013. Издание вошло в шорт-лист ежегодного национального конкурса Федерального агентства по печати и массовым коммуникациям «Книга года — 2013» в номинации «Арт-книга»[26]
- History of European Photography. Volume 2. 1940—1969. — Slovakia, Bratislava: Central European House of Photography. — 2014 (научный редактор российского раздела энциклопедии)
- Дмитрий Беляков. Испытание. 70 лет спустя. Выставка в Мемориальном комплексе жертвам репрессий в Республике Ингушетия. — Республика Ингушетия. — 2014

### Периодические
- 1995—2011 (с основания и до последнего номера) — соредактор от России международного журнала по фотографии IMAGO, Словакия, Братислава

Избранные публикации:
- Евгений Березнер (фотоселекция), Владимир Левашов. Визуальный век. Цикл из 9 публикаций. // Искусство кино. — 2000. — № 1—7, 9, 11[27]
- Евгений Березнер, Наталья Тарасова, Ирина Чмырёва. Семь мифов о современной фотографической ситуации в Москве. // Декоративное искусство. — 2004. — № 5/6. — С. 104—111
- Евгений Березнер. Наша стратегия — анализ тенденций. // Декоративное искусство. — 2005. — № 5. — С. 64—65[28]

## Разное
Конкурсы

2000—2004 — член жюри Международного конкурса на лучшее фотографическое издание стран Центральной и Восточной Европы в Братиславе, Словакия;

2006—2014 — председатель жюри этого конкурса
Портфолио-ревю

С 2002 — постоянный эксперт международного портфолио-ревю Meeting Place FotoFest, Хьюстон, США.
Также эксперт на международных портфолио-ревю в Берлине, Братиславе, Буэнос-Айресе, Мадриде, Москве, Париже
Лекции

Лектор в России, Аргентине, Болгарии, Великобритании, Германии, Португалии, Канаде, Словакии, США
Круглый стол

Участник круглого стола «Меняющийся фокус: русская и восточноевропейская фотография 1980—1990-х» (совместно с Джо Викери/Jo Vickery, Татьяной Маркиной, Миленой Орловой, Витой Буйвид, Игорем Мухиным) в Москве, в Выставочном зале «Новый Манеж», 17 мая 2013 г.; в рамках предаукционной выставки аукционного дома Sotheby’s. Торги «Changing Focus — A Collection of Russian and Eastern European Contemporary Photography» («Меняющийся фокус: русская и восточноевропейская фотография») прошли в Лондоне, Великобритания, 5 июня 2013 года
Организации

С 1984 — член Союза журналистов России

C 2002 — член Международной ассоциации музейных кураторов фотографии Oracle